# 코드 블루 -닥터헬기긴급구명-
《코드 블루 -닥터헬기긴급구명-》(일본어: コード・ブルー -ドクターヘリ緊急救命-)은 후지 TV에서 방송 된 텔레비전 드라마 시리즈이다. 주연은 야마시타 토모히사.
1st season은 2008년 7월 3일부터 9월 11일까지 매주 목요일 22시 ~ 22시 54분에 목요일 극장 시간대에 방송되었다. 2009년 1월 10일 토요일 21시 ~ 23시 10분에 토요 프리미엄 '신춘 스페셜'로 연속 드라마 최종회에서 그려진 사고에서 몇주 후 플라이트 닥터들의 활약이 방송됐다. 2010년 1월 11일부터 3월 22일까지 매주 월요일 21시 ~ 21시 54분, 월9 시간대에서 2nd season가 방송 되어 플라이트 닥터들의 수료가 그려졌다. 다른 시간대로 방송 된 드라마의 속편을 게츠쿠 시간대에서 방송하는 것은 이번 작품이 처음이다. 또한 게츠쿠 시간대에서 응급 처치를 소재로 한 의학 드라마를 방송하는 것도 이번 작품이 처음이다. 2017년 7월 17일부터 매주 월요일 21시 ~ 21시 54분, 게츠쿠 시간대에서 3rd season가 방송 되었다. 캐치프레이즈는 〈"이 나라에는 더 구할 수 있는 생명이 있다."〉
2018년 7월 23일부터 7월 27일까지 스핀오프 드라마 '코드 블루 -또 하나의 일상-'이 방송됐다. 2018년 7월 28일 토요일 21시 ~ 23시 10분에 토요 프리미엄 '코드 블루 특별편 -또 하나의 전장-'이 방송 되었다.
극장판 영화가 2018년 7월 27일에 도호 배급으로 공개되었다.

## 개요
- 2007년에 전국 배치를 목표로 특별 조치법이 성립하는 등 최근 필요성이 주장되고 있는 닥터 헬기. 본작은 구명 구급 센터를 무대로 연구원 자격의 일환으로 온 젊은 플라이트 닥터 후보생 의사들과 닥터 헬기에 종사하는 사람들의 분투와 갈등을 그리고 있다.

- 제목의 "코드 블루(Code Blue)"은 용태가 급변하여 긴급의 소생이 필요한 환자가 발생했다는 의미의 의사, 간호사에서 사용되는 은어이다.

- 주연 3명의 성씨는 "사랑", "흰색", "주홍"과 의료를 연상시키는 "파랑", "흰색", "빨간색"의 3색이 각각 맞춰져 있다.

- 시즌 1은 2008년 7월 3일부터 9월 11일까지 후지 TV에서 매주 목요일 22:00~22:54에 방송된 드라마이다. 최고 시청률은 21.2%, 평균 시청률은 15.9%이다. 드라마 인기에 힘입어 다음 해, 2009년 1월 10일, '토요일 프리미엄(21:00~23:10)'에서 신춘 스페셜이 방송되어 23.1%의 높은 시청률을 기록하였다.

- 또한, 시즌 2가 제작되어 2010년 1월 11일부터 3월 22일까지 후지 TV에서 매주 월요일 21:00~21:54에 방송되었다. 최고 시청률은 18.8%, 평균 시청률은 16.6%이다. 주연인 야마시타 토모히사는 시즌 2가 게츠쿠로 편성되면서 2009년 7월에 방영된 《버저 비트~벼랑 끝의 히어로》에 이어 약 반 년 만에 후지 TV의 간판드라마 시간대인 게츠쿠(월요일 9시) 주연을 다시 맡게 됐다. 1년 안에 같은 배우가 게츠쿠 주연으로 캐스팅된 것은 1987년 게츠쿠가 모습을 드어낸 이래 처음 있는 일이다.

## 스토리
쇼호쿠 대학 부속병원의 구명 구급 센터를 무대로, 연수생의 자격으로 들어 온 젊은 플라이트 닥터 후보생들과 지도의, 그리고 닥터 헬기에 종사하고 있는 사람들의 분투와 갈등을 그리고 있다. 제목 '코드 블루'는 급박한 상황에서 소생이 필요한 환자가 발생했다는 상황을 의미하며, 의사와 간호사들이 사용하는 은어이다. 헬리콥터를 이용해 응급 환자가 있는 곳으로 직접 출동, 환자를 직접 치료하고 운송하는 닥터 헬리에 탑승하는 플라이 닥터가 되기 위한 연수생 4명이 다양한 응급 상황과 팀원과의 교류 속에 성장하는 모습을 담은 청춘 의학 드라마이다.

## 등장 인물

### 쇼호쿠 대학 부속병원 구명 구급 센터
- 아이자와 코사쿠 (야마시타 토모히사): 플라이트 닥터 후보생(펠로우 닥터)

지방의 구명 센터에서 2년간의 경험을 쌓은 후, 플라이트 닥터가 되기 위해서 쇼호쿠 구명 구급 센터에 왔다. 의학 지식이 풍부하고 냉정해, 젊으면서 스스로의 실력에 강한 자신을 가지고 있다. 당직날 이외에도 구명 센터에 묵으며, 중증 환자를 계속 기다린다. ‘심야의 구명 센터는 스탭이 줄어 들어 중증 환자를 독점한다. 나는 중증 환자를 누구보다 가까이서 보고 싶다’, ‘급변은 실력을 연마할 찬스’라고 생각해 꺼리지 않는다. 실력을 연마하는 탐욕으로, 그것을 위해서라면 다소의 알력도 마다 않는다. 그러나 기술에의 집착은 어딘가 삐뚤어진 인간성을 느끼게 해 때로는 주위 사람에게 오해를 낳지만, 그것은 아이자와의 슬픈 성장기에 기인하고 있다.
- 시라이시 메구미 (아라가키 유이): 플라이트 닥터 후보생(펠로우 닥터)

닥터 헬기의 노하우를 현지의 구명 센터에 가지고 돌아가는 목적으로 쇼호쿠 구명 구급 센터에 온다. 의사로서의 타고난 센스, 그리고 경쟁을 좋아하지 않는 내성적 성격 때문인지 특별히 땀투성이가 되어 노력하는 듯한 모습은 없고 항상 수동적. 실패하고 싶지 않은, 무모한 모습을 보이고 싶지 않은 생각에 중요한 때에 주저앉고 마는 것은 요즘 젊은이의 전형적인 모습이라고도 말할 수 있다. 그러나 많은 프로패셔널들과 관련되어 여러 가지 영향을 받아 가는 것은 물론, 무엇보다 주위와 부딪히면서도 일편단심으로 자신의 길을 나아가는 아이자와의 모습을 눈앞에 두고 의사로서의 책무와 사람으로서 자신이 바라는 삶의 방법 등을 진지하게 생각하게 된다.
- 히야마 미호코 (토다 에리카): 플라이트 닥터 후보생(펠로우 닥터)

의대를 졸업한 후, 2년간의 스파로테이트 연수를 끝내고 플라이트 닥터가 되기 위해 쇼호쿠 구명 센터에 왔다. 사립 의대를 부모 돈으로 졸업한 의학의 세계에서는 일반적인 부잣집 딸. 적극적이라 지기 싫어한다. 상승 지향이 강하고, 다른 후보생 탓으로 자신의 플라이트가 줄어 드는 것을 번거롭게 생각한다. 자신 과잉인 면과 기가 센 성격으로 때로는 잘난 체하는 언동을 해 버린다. 그러나, 아이자와나 시라이시에게는 없는 열혈인 성품으로, 환자를 위해서 때로는 진심으로 울고, 때로는 진지하게 언쟁을 해 여러 가지 국면으로 의사와 환자라고 하는 관계를 넘어, 환자나 그 가족과 깊은 관계를 다져 간다. 이러한 관계와 라이벌과의 절차탁마에 의해 의사로서, 인간으로서 자립해 나간다.
- 사에지마 하루카 (히가 마나미): 쇼호쿠 구명 구급 센터 간호사

대대로 의사인 집안의 딸로 태어났다. 젊지만 실전에 강한 타입으로 동기 중 누구보다도 일을 잘하고 그것을 평가받아서 쇼호쿠 구명 구급 센터 전속의 간호사가 되었다. 그리고 현재는 구명 센터에서 최연소 플라이트 간호사이다. 매년 들어 오는 플라이트 닥터 후보생들을 '부자로 응석받이인 요즘의 도련님, 아가씨'라고 생각하고 있어서 어렵게 접하는 것과 동시에 어딘가 업신여기고 있다. 하지만 시간이 지남에 따라 펠로우 닥터들에 대한 부정적인 인식을 버리고 열린 마음으로 그들을 바라보며 때로는 질책하면서도 때로는 격려하기도 한다. 한편 자신의 애인인 사토시가 사고로 사지가 마비된 상태에서 치료를 거부한 상황으로 괴로워하면서도 간호사 일로 인해 보살펴주지 못한다.
- 후지카와 카즈오 (아사리 요스케): 플라이트 닥터 후보생(펠로우 닥터)

전형적인 시골 가정의 장남으로, 가족과 현지의 기대를 한몸에 받으며, 재수생 생활과 입학 후의 고학을 거쳐 졸업해, 쇼호쿠 구명 센터에 왔다. 매일 지나친 어려움과 요구되는 기술의 장벽에 반은 타격을 받고 있다. 그러나, 소심하면서도 상당히 허세가 있어 주위에 자신의 약함을 드러내지 못하고, 동기 라이벌들을 향한 컴플렉스를 가지고 계속 고민한다. 때때로 걸려 오는 어머니의 전화에는 기쁜 반면, ‘잘 하고 있다. 의지가 되고 있다’라고 거짓말하지 않으면 안 되는 것이 자기 혐오를 심하게 더해 가고 있다.
- 나토리 소마 (아리오카 다이키) (3rd season)

토리 종합 병원의 원장 겸 경영자의 외아들. 실력은 있지만, 의료에 대한 열의가 없다.
- 하이타니 슌페이 (나리타 료) (3rd season)

성실하고 상냥하지만, 능력으로 열등하거나 그 사실에 대한 콤플렉스에서 자신감이 부족하여 중요한 때에서는 소극적이 된다.
- 요코미네 아카리 (아라키 유코) (3rd season)

적극적이고 겁없이 밝고 마이 페이스 인 성격. 의학 드라마를 동경 해 의사가 된 때문에 조금은 꿈을 꾸는듯한 곳도 있어, 구명 현장의 가혹한 현실에 동요해 버리는 경우도 많다.
- 타치바나 케이스케 (시이나 킷페이) (2nd season· 3rd season)

새롭게 쇼호쿠 병원으로 부임해 온 뛰어난 실력의 닥터. 쿠로다와 사이죠의 후배로 4명의 후보생이 구명병동에 남을지 다른 과로 전과를 시키거나 다시 후보생으로 남길까 판단하기 위해 왔으며 필요 이상으로 환자나 환자의 가족에게 다가가는 것을 싫어한다. ‘회복의 가능성이 낮은 환자를 포기할 줄 알아야 한다’고 말하면서도 펠로우 닥터들을 격려하기도 한다. 한편 미츠이의 전남편이기도 하며 특출나게 우수한 센스보다는 노력과 경험을 통해 지금의 자리에 올라왔다.
- 신카이 히로키 (안도 마사노부) (3rd season)

뇌 수술 전문의. 아이자와의 라이벌. 팔이 확실한뿐만 아니라 인심 장악 술에 능한 뇌의 에이스. 토론토 대학의 레지던트 후보로는 하나 밖에 없는 자리를 놓고 아이자와와 경쟁하고 있다.
- 토도로키 세이코 (유이 료코)

구명 구급 센터내의 CS(커뮤니케이션 스페셜리스트) 실에서, 닥터 헬기에 랑데뷰 포인트등의 지시를 실시한다. 모리모토의 구애를 한동안 받지 않다가 자신이 사귀던 미국인 닉슨과 헤어지고서 얼마 후 연인으로 발전한다.
- 마치다 쿄코 (이토 유미) (3rd season)

- 오오하라 스미코 (이케다 키미코)

구명 센터의 간호 사장
- 무라타 카오리 (카네다 미카) (1nd season, 신춘 스페셜)

구명 센터의 간호사
- 쿠도 미키오 (카와나 요스케)

구명 센터의 간호사, 플라이트 간호사
- 타도코로 요시아키 (코다마 키요시) ※특별출연

구명 센터 부장.전문은 내과이지만 외과적 오퍼레이션도 대충 해낸다. 플라이트 닥터의 도입에 적극적인 자세를 보여 펠로우 닥터들을 응원하고 있다. 재해로 부상자가 대부분 반송되는 경우에는 다른 의사와 함께 처치실에서 치료를 한다. 한때 대학병원을 피해 가고시마 바다의 작은 낙도에서 20년간 혼자서 의료에 종사하고 있었던 시기가 있는데 본인은 위선의 시기로 표현하지만 섬 사람들 중 일부는 그에게 감사를 표하기도 했다. 한편 안전관리위원회에서 펠로우 닥터들을 징계하기보다는 재교육시키는 입장을 표명했다.
- 카스카베 (타쿠보 잇세이)

쇼호쿠 병원의 사무장. 미츠이의 소송 건에 관해서는 철저히 미츠이에게 잘못이 없음을 주장한다. 병원에 도입한 닥터 헬기 제도를 못마땅해 하는 듯 조금만 문제가 생겨도 꼬투리를 잡는다. 한편 히야마의 의사 자격 정지에 대해서는 다소 걱정하는 태도를 지니고 있다.
- 소마 (쿠마베 요헤이)

쇼호쿠 병원의 고문 변호사이다. 미츠이의 소송 건을 맡고 있다. 안전관리위원회에서는 특별연수의(펠로우)의 전문적 기술면을 지적하며 그들의 존재를 무시하며 하찮게 여기는 듯한 주장을 한다. 또한 부원장이 히야마의 의사 자격 정지를 권고하도록 유도한 적이 있다.
- 모리모토 타다시 (카츠무라 마사노부)

정형외과가 전문. “최우선은 사생활”이라고 공언하지만, 그것은 수줍은 은폐인지 중증 환자가 발생하면 심야라도 달려와 장시간의 수술도 마다 않는다. 초연한 성품으로 구명 센터를 누그러지게 하는 존재.
- 미츠이 칸나 (미야타 유미코)

산부인과 신생아실 전문의. 본래는 상당한 정열가이지만, 이 구명 센터에서는 항상 침착 냉정하고 합리적인 판단을 내린다. 그래서 자신만만한 쿠로다와는 때로 반목 하기도 한다. 그 철저한 합리주의는, 과거의 의료 사고에서 기인한다. 구명의로서의 일과, 과거의 의료 사고를 안고, 문자 그대로 잘 시간도 없은 생활을 계속하고 있다. 플라이트 닥터로서 책임의 무게를 누구보다 강하게 느끼고 있다. ‘환자나 의사도, 인생은 재시도가 불가능하다. 그러나, 사람은 반드시 잘못을 저지른다’라고 항상 생각하고 있다.
- 쿠로다 슈지 (야나기바 토시로)

쇼요대학 부속 북부 병원 구명 구급 센터의 에이스. 전문은 흉부 외과. 정의감이 강하고, 자신에게도 주위에도 엄하지만, 젊은이를 싫어하고 입이 거칠다. 그리고 경험과 기술을 갖춘 상당한 자신가. 후보생들을 “기본은 모두 실전에서 배워 간다. 연습은 없다. 너희를 기다리고 있는 것은 진짜 생명이다. 그것도 사라져가는 생명이다. 게다가 같은 미션은 두번다시 오지 않는다. 사람의 미션도 강탈할 정도의 마음가짐이 아니면, 라이벌들에게 뒤쳐진다.”라고 엄하게 지도해 간다. 또한 ‘닥터 헬기는 마지막 보루. 핫 라인은 반드시 받는다’와 ‘외과의는 재능과 경험이 모든 것’이 신조.
- 츠지 요코 - 카키우치 아야미 (2nd season)

구명 센터의 간호사
- 소노다 다이스케 - HILUMA (2nd season)

구명 센터의 간호사

### 구급센터 이외의 의료 관계자
- 사이조 아키라 (스기모토 텟타)

뇌외과 부장. 쿠로다와는 학생시절부터 오랜 세월의 라이벌으로 미츠이의 전 남편인 타치바나가 의사로 전향하도록 계기를 만들어준 인물이며 쿠로다의 아들인 켄이치의 수술 당시에도 "의사는 신이 아니다"며 냉정하게 대할 정도로 구명의 한계와 현실을 직시하고 있다. 구명 병동의 인물에 대해 불만을 표시하면서도 구명 헬기에 타서 현장에서 치료하는 경우도 더러 있다.
- 카지 히사시 (테라지마 스스무)

시간 3000시간이 넘는 베테랑 파일럿. 항상 냉정하고 믿음직한 존재. 병원이 아닌, 항공 회사에 소속해 있다. 유람 헬기나 보도 헬기를 담당하고 있었지만 작년부터 닥터 헬기를 담당하게 되었다. 애처 도시락을 항상 지참하지만, 대부분 시간이 없어서 먹지 못하고, 미션을 종료하고 난 후인 일몰 후에 점심을 먹고 있다. 한편 후지카와 일행을 조용히 응원하는 인물이기도 하다.
- 안자이 야스유키 (히와타시 신지)

닥터 헬기의 정비사.

### 준 레귤러 캐릭터

#### 의료 센터 관련 환자
- 아이자와 키누에 (시마 카오리)

코사쿠의 친할머니. 엄마, 아빠가 없는 코사쿠를 혼자 힘으로 길러 왔다. 쇼핑을 하던 중에 넘어져 골절로 코사쿠가 일하는 쇼호쿠 구명 구급 센터에 오게 되지만, 치매로 손자인 코사쿠를 알아보지 못하고 현재 병원에서 재활 중이다.
- 타자와 사토시 (히라야마 히로유키)

하루카(히가 마나미)의 연인. 한편 병마와 싸우다 세상을 떠날 때 헬기 출동 중이던 하루카는 그의 최후를 지켜줄 수 없었으며 이후 병리해부 당시 시라이시는 그의 부모에게 그의 생애 마지막 날까지 의사로서 휼륭하게 살았다고 표현해 주었다.
- 타자와 토시코 (오오츠카 요시에)

사토시의 어머니. 하루카에게 전화해서 ALS에 걸린 사토시를 돌봐달라고 부탁하는 등 아들 사랑이 지극하나 병원에서 눈을 잠시 뗀 사이 아들의 병세가 악화되어 하루카와 의료진에게 아들을 맡기게 되며 이후 병리해부에 동의했다.
- 오오야마 츠네오, 메리제인 요코 (후루모토 신노스케)

1기 7화부터 등장해 스스로를 메리제인 요코라고 부르는 인물이다. 방콕에서 성전환 수술을 받고서 기내식을 먹어 장폐색이 진행되었기애 병원에 실려오게 되었으며 단식을 시행하는 문제로 담당 의사와 다투면서 친해지게 되었다.

#### 그외
- 아이자와 나츠미 (무라카미 나오코)

아이자와 코사쿠의 어머니. 현재 고인 (회상이나 목소리로 등장).

### 환자 외 게스트 출연

#### 시즌 1
제1화
- 쿠리야마 미키 (카와시마 우미카)

젊은 당뇨병과 신부전에 입원 중. 오른팔에 감염을 병발하여 절단해야 위험한 상태가 되었다. 담당은 후지카와.
제2화
- 고무라 (쿠니모토 쇼켄)

낙하물에 의해 부상을 입은 남자. 여성의 브래지어를 착용하고 있었기 때문에, 진찰을 거부했다. 폐소 공포증이 있다. 담당은 후지카와.
- 요코타 에이코 (쿠로세 토모미)

코뼈 골절로 진단을 받는다. 당초 가정 폭력이라고 생각했지만, 실은 신체추형 공포증에 의한 자신의 행동이라는 것이 밝혀진다. 담당은 시라이시.
- 오오노 타다시 (후쿠이 히로아키)

에이코의 연인. 에이코에게 코를 맞아 쇼호쿠 병원에 온다.
- 니시구치 야에 (니노미야 히로코)

치통의 응급 처치로 아이 자와 코사의 진찰을받은 노인. 치통의 원인이 심장 질환이 있었음을 간과 되었기 때문에 후에 쓰러진다.
제3화
- 모토야마 유키코 (엔조지 아야)

계단에서 전락. 2년 전 아들 나오야를 잃었다. 담당은 시라이시.
- 모토야마 쿠니오 (사토 아사히)

유키코의 남편. 유키코를 설득해 반드시 동의서를 가져오겠다고 시라이시와 약속한다.
- 와카스기 타카코 (토리이 카오리)

변호사. 난소 낭종 경염전. 담당은 히야마.
- 오구라 유우키 - (미우라 아키후미)

약물을 먹고 55층에서 전락. 오만한 태도로 떠들어댄다. 담당은 아이자와 코사쿠.
- 유키무라 미나미 (타카야마 사키)

급성 맹장염. 오노 데라에게 스토킹을 당하고 있다.
- 오노 데라 (야베 켄지)

미나미의 스토커. 스스로 가슴을 찔러 반송된다.
제4화
- 후지카와 시즈코 (야마모토 미치코)

후지카와(아사리 요스케) 어머니. 후지카와가 걱정되어 병원에 찾아온다.
- 미야모토 시게루 (이다 쿠니히코)

원인 불명의 증상으로 이송되지만 나중에 뮌히하우젠 증후군에 의한 자해행위였다는 것이 판명된다. 후지카와 덕분에 마음을 연다. 담당은 시라이시.
- 이이다 토시오 (카나이 유타)

강에 뛰어들었때 강바닥에 머리를 부딪혀 뇌가 손상된다. 담당은 히가미.
제5화
- 요코하마 (야마자키 유타)

공장 해체 현장의 작업자. 폭발 사고 때 철근이 복부에 박혔다.
- 마카베 세이 (아난 켄지)

미츠이를 죽게한 임부로 마카베 토모코의 남편인 미츠이가 고소한 장본인. 제7회에서는 공판 중에 돌발성 식도 파열로 쓰러져 쇼호쿠 병원으로 후송된다.
- 마츠바라 토시오 (타구치 카즈마사)

뇌종양 및 뇌 탈장으로 쓰러진 마츠바라 슈지의 아들. 슈지의 연금 목적을 위해 연장수술 받는다.
- 마츠바라 하루에 (사노 타마미)

토시오 아내, 토시오와 함께 슈지 연금 목적을 위해 연장수술을 받는다.
제6화
- 오다 코이치 (오오타카 히로오)

결혼을 반대하는 것 때문에 딸 유미가 옥상에서 밀어 떨어졌다. 이후 암말기(직장암)이 발견된다. 담당은 히야마.
- 우에무라 히데오 (키타 토시유키)

원인 불명의 증상으로 반송된다. 사에지마의 재치로 나중에 수막염임이 발견된다. 담당은 후지카와.
제8화
- 후쿠시마 타츠오 (히라가 마사오미)

여름 축제의 수레에 깔려 부상당한다. 또한 같은 현장에서 사고로 부상을 입은 가족 전원이 쇼호쿠 병원으로 이송되어 온다.
- 후쿠시마 쥬조 (오리모토 준키치)

타츠오의 아버지. 심전도를 조작하거나 입원실에서 마음대로 나와 헬기의 조종석에 타거나 하는 막무가내 행동을 보여 아이자와 코사쿠 등을 곤란하게 한다.
- 후쿠시마 키요미 (미야지 마사코)

타츠오의 아내. 타츠오가 무사하다는 소식을 듣자마자 병신을 바꿔달라고 소란을 피운다.
- 후쿠시마 유나 (다이사쿠 소라)

후쿠시마 부부의 9살 딸 아이.
- 키타무라 유리코 (오쿠누키 카오루)

쿠로다(야나기바 토시로)의 전 아내로, 10년 전에 이혼했다. 이혼 후 미국에서 살고 있으며, 일시 귀국했을 때 아들이 사고를 당한다.
- 키타무라 켄이치 (이마이 유키)

쿠로다와 유리코의 아들. 두 사람의 이혼 후 유리코가 키우고 있지만, 그 이후 한번도 쿠로다와 만나고 있지 않다. 미국에서 일시 귀국했을 때, 뇌종양으로 인해 일시적인 의식 혼탁을 일으키고 공항 에스컬레이터에서 넘어진다.
제10화
- 칸다 미와코 (우미시마 유키)

9번이나 접수를 거절한 임신 36주째의 임산부. 책장에 크게 부딪혀 골반을 골절한다. 태아가 위험하자, 아이자와 코사쿠 등은 산모의 생명을 우선으로 결정했지만, 아이를 포기하지 못하는 미와코의 모습을 보고, 모자 모두 살리기로 노력한다.
- 칸다 아키오 (사노 켄이치)

미와코의 남편. 태어나는 아이를 포기하려 미와코를 설득한다.
- 칸다 유이치 (나카지마 코우키)

칸다 부부의 아들.
최종화
- 사와노 아키오 (토야마 토시야)

터널안의 다중 충돌 사고로 트레일러화물의 사이에 깔리게 되어 터널 내에 남겨진 부상자.
- 사와노 요시 (야마시타 요리에)

아키오의 아내. 조수석에 타고 있어 다중 충돌에 휘말려 복강 내출혈, 심장 압전로 반송된다.
- 사와노 히데아키 (타카기 료)

사와노 부부의 아들.
- 타니구치 유우 (오오하시 토모카즈)

자전거에 다리가 끼어 깨진 자전거 카울이 가슴에 꽂혀 중상, 심장 절개하여 수술을 실시하지만 대동맥 협 부 파열에 의해 사망한다.
- 코니시 (히지이 미카)

타니구치의 연인. 터널안의 다중 충돌 사고로 터널에 남겨진 부상자.

#### 신춘 스페셜
- 오쿠다 토모노리 (나카노 후미요)

철도 탈선 전복 사고로 피해 입은 승객. 무릎의 개방 골절에 의한 출혈성 쇼크의 중태. 쿠로다의 지시하에, 후지카와가 지혈 수술을 하고 목숨을 건진다.
- 스기타 (나카무라 류)

사고의 구출 작업을하는 키사라즈 남쪽 소방 본부 구조대원. 호소이와 함께 후지카와 협력 오쿠다를 구출했다.
- 호소이 유스케 (나가오카 타스쿠)

키사라즈 남쪽 소방 본부 신인 구급 구조대원. 첫 출동의 엄청난 대형 사고현장이었기 때문에, 심하게 위축되어 있었지만, 후지카와 함께 오쿠다를 구한다.
- 히야마 카쇼 (시미즈 코지)

히야마의 아버지.
- 노구치 쿄코 (니시다 나오미)

철도 탈선 전복 사고로 차내에서 뇌의 압력을 줄이기 위해 첨두 처치를 하게 된 아이의 엄마.
- 카시와바라 아야 (이마이 리카)

심장 외과 연구원 박사.

#### 시즌 2
제1화
- 시라이시 히로부미 (나카하라 타케오)

메이호 의과 대학 교수이자 시라이시(아라가키 유이)의 아버지. 타도코로(코다마 키요시)와는 대학 동기생이다. 저명한 심장 내과이지만 말기 폐암을 앓고 있으며 수명은 길지 않다. 의사로서 현장에 있어야 될 때까지 후진 육성을 위해 학회와 강연에 전국을 다니고 있다. 그 이유를 모르는 메구미는 아버지에 대해 비판적인 생각을 갖고 있다.
- 아이자와 세이지 (릴리 프랭키)

아이자와 코사쿠의 아버지. 제1화에서는 이름이 불분명했기 때문에 "아이자와를 찾아온 남자"로 소개되었다.
- 미시마 (카몬 료)

키누에의 의사.
- 카미오카 (이노우에 토시유키)

히야마 의사 (순환기과).
제2화
- 키타야마 오사무 - (와타나베 켄키치)

담당은 시라이시. 뇌종양 수술으로 수술 전의 기억을 잃었다.
- 야마 유미코 (다케시타 아키코)

키타야마의 아내. 남편은 뇌종양 수술으로 이전의 기억을 잃었지만, 남편을 보살피는 동안 두 번째 프로포즈를 한다.
- 이노우에 마사토 (시라쿠라 유우)

담당은 후지카와. 공사장에서 철재 더미에 깔려 동료 작업자와 함께 부상 당하게 된다. 큰 혈관 손상에 의해 사망한다.
- 고미야마 시즈에 (사카이 마리)

남편 (아리후쿠 마사시)가 입원중이 다.
- 동료 작업자 (데구치 테츠야), (오치토시 미츠)

사고를 당한 이노우에를 병원에 데려 온 동료들.
제3화
- 마츠이 토오루 (하마다 가쿠)

역 계단에서 스키가 골반을 관통하여 꼬챙이 상태가 된다. 대량 출혈에 의해 사망한다.
- 키자와 히로유키 (히요리 유키)

역 계단에서 토오루와 함께 사고를 당한다. 쇼호쿠 병원으로 이송되어 머리 수술을 한다. 모리타 에리의 남자친구.
- 모리타 에리 (코바야시 료코)

토우루와 히로유키와 같은 사고로 수술을 받는다. 히로유키의 여자친구.
- 사이토 사키 (나카벳부 아오이)

담당은 히야마. 수술을 거부했지만, 타자와 사토시(히라야마 히로유키)의 설득으로 수술을 결정한다.
- 카미죠 토시아키 (무라타 케이지)

역에서 사고에 당해 시라이시가 처치를 하지만 사망한다.
- 카미죠 히사에 (오카 미츠코)

토시아키의 어머니.
- 카미죠 히로조 (타무라 타이지로)

토시아키의 아버지.
제4화
- 키지마 유키나 (키나미 하루카)

담당은 아이자와 코사쿠. 떨어진 가게의 간판에 머리를 다쳐 옮겨져 온 젊은 여성 환자. 임신부이다.
제5화
- 타자와 후미오 (시미즈 아키히로)

타자와(히라야마 히로유키)의 아버지.
- 우에노 미라이 (스기야마 유나)

담당은 아이자와 코사쿠. 개 인형(존)을 가지고 다니는 여자 아이. 셔틀버스에서 친구 존을 잊어버려 그것을 찾기 위해 고아원에서 뛰쳐나와 부상을 입었다. 그 머리의 혈종이 증가하여 수술을 받는다.
제6화
- 나이토 타에코 (기무라 미도리코)

아들에게 위궤양이라고 거짓말을 했지만 실은 말기 위암이다.
- 나이토 요시오 (타이가)

타에코의 아들. 교토대학 의학부를 응시한다.
- 노가미 나오미 (요시다 요)

뇌사의 츠바사의 어머니.
- 노가미 아키히코 (마츠다 켄지)

나오미의 오빠, 츠바사의 삼촌.
- 노가미 츠바사 (에노모토 오카)

사고로 뇌사되었다.
제7화
- 오카자키 (미타니 에츠요)

쇼호쿠 병원 부원장.
- 네모토 후사에 (토무라 미치코)

등산 중 낙석에 휘말려 남편이 큰 부상을 당한다.
제9화
- 아오야마 미키 (미야모토 유코)

자전거 전도에 의한 부상으로 구획 증후군을 발병하여 입원한 외래 환자. 전복 원인은 뇌종양에 의한 의식 상실. 종양 제거 수술로 인해 오른쪽 반신에 마비가 되어 버린다.
- 아오야마 키요미 (타카야나기 요코)

미키의 어머니.
- 아오야마 카즈키 (시부야 타케루)

미키의 아들.
- 타도코로 레이코 (오사나이 미나코)

타도코로의 아내.
제10화, 최종화
- 키타무라 (키노시타 세이지)

유키의 아버지. 비행기에 아들을 두고 온과 절망과 비관에 빠져있다. 그러나 아이자와 코사쿠와 사에지마에 설득되어 치료를 거부하는 유키에게 말을 걸어 격려한다.
- 키타무라 유키 (이치이 나오키)

비행기 잔해 속에 갇혀 있었다. 아이자와 코사쿠는 다리 절단이 필요하다고 판단하지만 치료를 거부한다.

## 제작진
- 각본 : 하야시 히로시 (1st·2nd season), 아다치 나오코 (3rd season)
- 음악 : 사토 나오키
- 기술 프로듀서 : 세토이 마사토시
- 미술 프로듀서 : 시바타 신이치로
- 타이틀 백 : 후지카와 유스케
- 촬영 협조 - 일본 의과대학 치바 북부 종합 병원, 사쿠라시 야치마타시시 시스이정 마을 소방 조합
- 의료 감수 - 마시코 쿠니히로, 마츠모토 나오, 겐기 아카 (일본 의과대학 치바 북부 종합 병원 구명 구급 센터)
- 의료지도 - 일본 의과대학 치바 북부 종합 병원 구명 구급 센터, 이이다 히로히사 (모리야마 기념 병원 신경 외과)
- 소방 감수 - 사쿠라시 야치마타시시 시스이정 마을 소방 조합 안도 준이치
- 기술 협력 - 아사히 항공, NAK 이미지 테크놀로지, 비디오 직원, 에스부이에스, 바스크 공동 편집
- 연출 보조 - 세키노 무네노리, 이시이 유스케 (1st season)
- 보조 프로듀서 - 니시다 쿠미코, 타카다 유우키 (3rd season)
- 프로듀서 - 마스모토 준
- 연출 - 니시우라 마사키 (FCC), 하야마 히로키, 세키노 무네노리 (2nd season), 다나카 료 (3rd season)
- 제작 - 후지 TV 드라마 제작 센터
- 제작·저작권 - 후지 TV

## 음악
- 메인 주제곡 : Mr.Children - 〈HANABI〉
- 삽입곡
  - 신춘 스페셜 : Mr.Children - 〈바람과 별과 뫼비우스의 고리〉, 〈소리〉
  - 시즌 2 최종화 : Mr.Children - 〈소리〉

## 서적
- 《코드 블루~ 닥터 헬기 긴급 구명》 (후소샤, 2008년 9월 12일 발매)
- 《코드 블루~ 닥터 헬기 긴급 구명-2nd season》 (후소샤, 2010년 3월 24일 발매)

## 방송일 및 부제목, 시청률
| 1st season                                | 1st season      | 1st season         | 1st season          | 1st season      | 1st season |
| ----------------------------------------- | --------------- | ------------------ | ------------------- | --------------- | ---------- |
| 각 화                                     | 방송일          | 부제 (원어)        | 부제 (풀이)         | 연출            | 시청률     |
| 제1화                                     | 2008년 7월 3일  | 出会い             | 만남                | 니시우라 마사키 | 21.2%      |
| 제2화                                     | 2008년 7월 10일 | 責務               | 책무                | 니시우라 마사키 | 16.0%      |
| 제3화                                     | 2008년 7월 17일 | 急変               | 급변                | 니시우라 마사키 | 16.0%      |
| 제4화                                     | 2008년 7월 24일 | 母の愛             | 어머니의 사랑       | 하야마 히로키   | 13.2%      |
| 제5화                                     | 2008년 7월 31일 | 過去               | 과거                | 하야마 히로키   | 15.7%      |
| 제6화                                     | 2008년 8월 7일  | 無償の愛           | 조건없는 사랑       | 니시우라 마사키 | 15.6%      |
| 제7화                                     | 2008년 8월 14일 | 告白               | 고백                | 하야마 히로키   | 10.8%      |
| 제8화                                     | 2008년 8월 21일 | 避けられぬ決断     | 피할 수 없는 결단   | 니시우라 마사키 | 13.4%      |
| 제9화                                     | 2008년 8월 28일 | 壊れた絆           | 무너진 유대         | 하야마 히로키   | 15.8%      |
| 제10화                                    | 2008년 9월 4일  | 揺れる心           | 흔들리는 마음       | 하야마 히로키   | 14.9%      |
| 최종화                                    | 2008년 9월 11일 | 生と死             | 삶과 죽음           | 니시우라 마사키 | 19.5%      |
| 평균 시청률: 15.9% (SP 제외)              |                 |                    |                     |                 |            |
| 스페셜                                    | 2009년 1월 10일 | 明日への別れ       | 내일로의 이별       | 니시우라 마사키 | 23.1%      |
| (시청률은 간토 지방·비디오 리서치사 조사) |                 |                    |                     |                 |            |
| 2nd season                                |                 |                    |                     |                 |            |
| 각 화                                     | 방송일          | 부제 (원어)        | 부제 (풀이)         | 연출            | 시청률     |
| 제1화                                     | 2010년 1월 11일 | 聖夜の奇跡         | 성야의 기적         | 니시우라 마사키 | 18.8%      |
| 제2화                                     | 2010년 1월 18일 | 自らの道           | 나의 길             | 니시우라 마사키 | 17.1%      |
| 제3화                                     | 2010년 1월 25일 | 真実と嘘           | 진실과 거짓         | 하야마 히로키   | 17.2%      |
| 제4화                                     | 2010년 2월 1일  | 過ぎし日           | 지난날              | 하야마 히로키   | 16.2%      |
| 제5화                                     | 2010년 2월 8일  | 愛する人           | 사랑하는 사람       | 니시우라 마사키 | 16.5%      |
| 제6화                                     | 2010년 2월 15일 | 秘密               | 밀애                | 하야마 히로키   | 15.1%      |
| 제7화                                     | 2010년 2월 22일 | あやまち           | 실수                | 니시우라 마사키 | 15.9%      |
| 제8화                                     | 2010년 3월 1일  | 理由               | 이유                | 세키노 무네노리 | 15.3%      |
| 제9화                                     | 2010년 3월 8일  | 心の傷             | 마음의 상처         | 하야마 히로키   | 16.6%      |
| 제10화                                    | 2010년 3월 15일 | 岐路               | 기로                | 니시우라 마사키 | 16.8%      |
| 최종화                                    | 2010년 3월 22일 | 卒業~奇跡の定義    | 졸업: 기적의 정의   | 니시우라 마사키 | 16.6%      |
| 평균 시청률: 16.6%                        |                 |                    |                     |                 |            |
| (시청률은 간토 지방·비디오 리서치사 조사) |                 |                    |                     |                 |            |
| 3rd season                                |                 |                    |                     |                 |            |
| 각 화                                     | 방송일          | 부제 (원어)        | 부제 (풀이)         | 연출            | 시청률     |
| 제1화                                     | 2017년 7월 17일 | 願い               | 소원                | 니시우라 마사키 | 16.3%      |
| 제2화                                     | 2017년 7월 24일 | 導く者             | 인도하는 사람       | 니시우라 마사키 | 15.6%      |
| 제3화                                     | 2017년 7월 31일 | 命より大切なもの   | 목숨보다 소중한     | 히야마 히로키   | 14.0%      |
| 제4화                                     | 2017년 8월 7일  | 笑顔の効能         | 미소의 효능         | 히야마 히로키   | 13.8%      |
| 제5화                                     | 2017년 8월 14일 | 寄り添う人         | 다가붙는 사람       | 히야마 히로키   | 13.8%      |
| 제6화                                     | 2017년 8월 21일 | 落胆の向こう側     | 낙담의 건너편       | 히야마 히로키   | 13.7%      |
| 제7화                                     | 2017년 8월 28일 | 失敗の代償         | 실패의 대가         | 니시우라 마사키 | 13.4%      |
| 제8화                                     | 2017년 9월 4일  | 孤独な夜           | 외로운 밤           | 타나카 료       | 15.4%      |
| 제9화                                     | 2017년 9월 11일 | 運命の1時間        | 운명의 시간         | 히야마 히로키   | 13.9%      |
| 최종화                                    | 2017년 9월 18일 | 暗闇の先にあるもの | 어둠의 끝에 있는 것 | 니시우라 마사키 | 16.4%      |
| 평균 시청률: 14.6%                        |                 |                    |                     |                 |            |
| (시청률은 간토 지방·비디오 리서치사 조사) |                 |                    |                     |                 |            |

## 극장판
2017년 9월 18일 방송된 3rd season 최종회 엔딩 후 2018년 영화화가 발표 되었다. 같은 해 12월 6일 방송 된 《2017 FNS 가요제》 제1밤에 게시 된 봐로는 2018년 7월  27일에 결정한 것이 주연의 야마시타 토모히사에 의해 발표되었다.
드라마 버전과의 차이점은 아이자와의 유학 토론토 대학에서 토론토 의과 대학으로 변경되고 있다.

#### 출연
- 야마시타 토모히사
- 아라가키 유이
- 토다 에리카
- 히가 마나미
- 아사리 요스케
- 아리오카 다이키
- 나리타 료
- 아라키 유코
- 바바 후미카
- 아라타 마켄유
- 카타세 리노
- 야마야 카스미
- 마루야마 토모미
- 스기모토 텟타
- 안도 마사노부
- 시이나 킷페이

#### 스태프
- 감독 : 니시우라 마사키
- 각본 : 아다치 나오코
- 음악 : 사토 나오키, 토쿠다 마사히로, 마나베 아키히로
- 주제가 : Mr.Children 「HANABI」(TOY'S FACTORY)
- 촬영 : 안키 다카히코
- 편집 : 야나기사와 타츠야
- 총괄 프로듀서 : 마스모토 준
- 제작 : 이시하라 타카시, 후지시마 줄리 K. 혼마 노리, 이치카와 미나미
- 프로듀서 : 와카마츠 히로키, 아마기 모리오
- 조명 : 이나키 켄
- 녹음 : 코마츠 마사
- 미술 : 시바타 신이치
- 음악 프로듀서 : 지바 아츠시
- 라인 프로듀서 : 후쿠시마 사토시
- 조감독 : 세키노 무네노리
- 의료 감수 : 일본 의과 대학 지바 호쿠소 병원 구명 구급 센터
- 배급 : 도호
- 제작사 : 씨네바자
- 제작 협력 : 「극장판 코드 블루 - 닥터 헬기 긴급 구명 -」제작위원회 (후지 TV, 제이스톰, 레프로 엔터테인먼트, 도호, FNS27사)